# 1969年のメジャーリーグベースボール
以下は、メジャーリーグベースボール（MLB）における1969年のできごとを記す。
4月7日に開幕して10月16日に全日程を終了。ナショナルリーグはニューヨーク・メッツ（東地区優勝）が1962年の球団創設以来8年目にして初、アメリカンリーグはボルチモア・オリオールズ（東地区優勝）が3年ぶり3度目のリーグ優勝を果たした。ワールドシリーズはメッツがオリオールズを4勝1敗で破り、初のシリーズ制覇となった。
この年からナショナルリーグにサンディエゴ・パドレスとモントリオール・エクスポズが、アメリカンリーグにカンザスシティ・ロイヤルズとシアトル・パイロッツが新規加盟した。
1968年のメジャーリーグベースボール - 1969年のメジャーリーグベースボール - 1970年のメジャーリーグベースボール

## できごと
この年からエクスパンションによって両リーグ共に12チームとなったのに伴い、東西に地区を分割して各地区で順位を決定し、それぞれの地区で優勝したチームが5試合制のリーグチャンピオンシップシリーズに進出、先に3勝したチームがリーグ優勝となりワールドシリーズに進出するという制度に変更された。
ナショナルリーグ
- 東地区ではリーグ連覇中だったセントルイス・カージナルスが、開幕前にオーランド・セペダをトレードで放出し弱体化し始める。シカゴ・カブスが開幕ダッシュに成功し、6月末には50勝に到達して首位を走っていたが、レオ・ドローチャー監督と選手との間が険悪となり、8月17日時点で2位メッツに8.5ゲーム差をつけながら失速し始めた。メッツは5月下旬から11連勝して5割をキープしながら後半戦に入り、8月16日からの13試合で12勝。9月6日から10連勝し、カブスが9月に入ってから1勝11敗と急降下する間に首位に立ち、9月23日に地区優勝を決めた。20本塁打以上はトミー・エイジー1人だけだったが、25勝を挙げて最多勝利とサイ・ヤング賞を獲得したトム・シーバー、17勝のジェリー・クーズマンらの投手陣が原動力となった。西地区ではアトランタ・ブレーブスがサンフランシスコ・ジャイアンツ、シンシナティ・レッズを振り切って地区優勝。打線は44本塁打のハンク・アーロン、カージナルスから移籍し22本塁打・88打点のセペダが中心となり、後に共にNPB大洋ホエールズでもプレーするクリート・ボイヤー、フェリックス・ミヤーンらが脇を固め、投手陣では23勝のフィル・ニークロ、18勝のロン・リードの活躍が光った。初開催となったリーグチャンピオンシップシリーズは、シーズン後半から破竹の勢いで勝利を重ねたメッツが3連勝でブレーブスを破り、球団創設以来初のリーグ優勝。ブレーブスはアーロンが3試合全てで本塁打を放ったが、勢いを止めることはできなかった。
- 個人タイトルは、首位打者がレッズのピート・ローズ（.348）、最多本塁打と最多打点がMVPにも選出されたジャイアンツのウィリー・マッコビー（45本塁打・126打点）でいずれも2年連続、最多盗塁はカージナルスのルー・ブロック（53盗塁）が4年連続で獲得した。最優秀防御率はジャイアンツのフアン・マリシャル（2.10）、最多奪三振は優勝を逃したカブスのファーガソン・ジェンキンス（273奪三振）がいずれも初めて獲得した。

アメリカンリーグ
- 東地区はオリオールズが球団新記録の109勝を挙げ、2位デトロイト・タイガースに19ゲームの圧倒的大差をつけて地区優勝。前年監督に就任したアール・ウィーバーの下で、打線はフランク・ロビンソン（32本塁打・100打点）、ブーグ・パウエル（37本塁打・121打点）、投手陣は23勝のマイク・クェイヤー、20勝のデーブ・マクナリーに加え右肩痛の影響で前年を棒に振ったジム・パーマーが16勝を挙げて復活。守備では二塁デービー・ジョンソン（後に巨人）、三塁ブルックス・ロビンソン、遊撃マーク・ベランジャー、中堅ポール・ブレアの4人がゴールドグラブ賞を受賞するなど充実の戦力だった。西地区はミネソタ・ツインズが2位オークランド・アスレチックスに9ゲーム差をつけて地区優勝。49本塁打・140打点で最多本塁打と最多打点の二冠を獲得して前年の不振から復活、MVPに選出されたハーモン・キルブルー、打率.332で首位打者のロッド・カルー、197安打・101打点のトニー・オリバらの打線はリーグトップのチーム打率を記録し、投手陣は共に20勝のジム・ペリー、デーブ・ボズウェル、14勝のジム・カート、31セーブのロン・ペラノスキーらが奮闘した。リーグチャンピオンシップシリーズは地力で勝るオリオールズが3連勝でツインズを破り、1966年以来のリーグ優勝を果たした。
- 個人タイトルは、前述のツインズ勢が打撃の主要タイトルを独占。最多盗塁はパイロッツのトミー・ハーパー（73盗塁）が獲得した。最多勝利は前年31勝を挙げたタイガースのデニー・マクレイン（24勝）が2年連続で獲得し、25歳で通算114勝となったが翌年暗転する。最優秀防御率はワシントン・セネタースのディック・ボスマン（2.19）が初、最多奪三振はクリーブランド・インディアンスのサム・マクダウェル（279奪三振）が2年連続で獲得した。サイ・ヤング賞はマクレインとクェイヤーが投票で同点となり、史上初の2人同時受賞となった（2020年現在でも唯一の例）。

ワールドシリーズ
- 戦前の予想ではオリオールズが圧倒的に優位と見られていた。第1戦はオリオールズ打線がシーバーを打ち崩したが、第2戦はクーズマンが1失点に抑えてメッツが雪辱、第3戦はメッツ打線がパーマーを攻略、ゲイリー・ジェントリーとノーラン・ライアンの継投で零封勝利。第4戦はシーバーが延長10回を完投、10回裏にサヨナラでメッツが王手をかけた。そして第5戦はクーズマンが3失点完投勝利を挙げ、第2戦から4連勝で初のシリーズ制覇。シリーズMVPにはドン・クレンデノンが選出された。

### ミラクル・メッツ
地区制とプレーオフ制度の導入という大きな変革を迎えた年だったが、多くの野球ファンには「ミラクル・メッツ」の優勝が記憶されている。ブルックリン・ドジャースとニューヨーク・ジャイアンツが、1957年限りでそれぞれカリフォルニア州ロサンゼルスとサンフランシスコに本拠地を移転したことで、ニューヨークにナショナルリーグの球団は不在となった。市長や市民から切望されて1962年にメッツが創設され、初代監督にケーシー・ステンゲル、GMにジョージ・ワイスと元ヤンキースの顔触れを揃えたが、初年度は20世紀以降のメジャー記録となる120敗（40勝）を喫して勝率.250と散々な成績で、その後1965年まで4年連続100敗以上で最下位と絵に描いたような弱小球団だった。1966年に初めて100敗を免れ（95敗）、ようやく最下位を脱出するものの9位で、翌年は101敗で再び最下位。余りにも弱いので「メッツが優勝するよりも前に人類は月の上を歩くだろう」と揶揄される有様だった。それでも人気は高く観客動員数は毎年のようにリーグ上位を記録。新本拠地シェイ・スタジアムが完成した1964年は1,732,597人を動員し、同年リーグ優勝のヤンキース（1,305,638人）より40万人以上も多かった。そんな中1965年のMLBドラフト12巡目で後の大投手ライアンを指名し、1966年のMLBドラフトでは全体1位の指名権を持ちながらレジー・ジャクソンを指名しなかったが、偶然の巡り合わせからシーバーを獲得、その後クーズマンがデビューして2人共エースに成長した。1968年はかつてドジャースで強打の一塁手だったギル・ホッジスが監督に就任し、順位は9位ながらそれまでで最高の勝率.451と徐々に力をつけていった。
そして迎えたこの年、シーバー、クーズマン、ルーキーのジェントリー（13勝）の先発陣、タグ・マグロー（9勝12セーブ）、ライアン（6勝）らリリーフ投手の活躍でリーグ2位のチーム防御率2.99を記録、100勝を挙げて地区優勝を成し遂げる原動力となった。一方の打線はエイジー（26本塁打）、クレオン・ジョーンズ（打率.340）、途中移籍のクレンデノン（12本塁打）、後に中日でもプレーするルーキーのウェイン・ギャレットとやや非力で、チーム打率・本塁打共にリーグの平均以下でしかなかった。そのためポストシーズンの対戦相手であるブレーブス、オリオールズと戦力を比較すると総合的に劣ると見られていたが、後に「全てが番狂わせ」と形容されるほど神懸かり的な勢いで一気に頂点まで辿り着いた。シェイ・スタジアムで行われたワールドシリーズ第5戦、57,397人の大観衆が見守る中逆転勝利でシリーズ制覇を果たし、弱小球団のシンデレラストーリーは最高のエンディングを迎えた。奇しくもアポロ11号が人類初の月面到達を果たしてから約3ヶ月後のことだった。優勝決定の瞬間、ニューヨークの中心街は紙吹雪に覆われ、天気予報では「今日の天気は晴れ、所により紙吹雪が舞うでしょう」と報じられた。

### 新規加盟球団

#### サンディエゴ・パドレス
カリフォルニア州サンディエゴには1936年からマイナーリーグ（パシフィックコーストリーグ）所属のパドレスが存在し、地元出身の大打者テッド・ウィリアムズがプレイしていたこともある。チームの所有者で、この年大統領に就任したリチャード・ニクソンの友人でもあった銀行家のアーンホルト・スミスは、ブランチ・リッキーのコンチネンタルリーグ構想に参画していた。構想は頓挫したものの、地元カリフォルニア州で3番目のMLB球団を持つことを念頭に、1960年代に入ってから地元紙サンディエゴ・ユニオンの新聞記者で運動部長のジャック・マーフィーと共に、球団の誘致と新球場の建設に邁進した。1967年にサンディエゴ・スタジアムが完成し、まずAFLサンディエゴ・チャージャーズが本拠地として使用していたが、エクスパンションによって念願のMLB球団の誕生が決定し、チャージャーズと兼用で本拠地とすることになった。チーム名はカリフォルニアで初めての伝道所を建設したフニペロ・セラ神父に因んでいる。スミスと元ドジャースGMのバジー・バヴェイジが共同オーナーとなり、監督も元ドジャースのコーチだったプレストン・ゴメス、元ドジャースの強打者だったデューク・スナイダーが実況中継を担当した。しかし初年度は52勝110敗と惨敗。その後この年を含めて100敗以上を4度、1974年まで6年連続地区最下位と低迷し、初めて勝率5割に達したのは1978年であった。

#### モントリオール・エクスポズ
カナダ・ケベック州モントリオールは野球の歴史が古く、1897年から1960年までマイナーリーグ（インターナショナルリーグ）所属のモントリオール・ロイヤルズ（ドジャース傘下）が存在し、黒人初のメジャーリーガー、ジャッキー・ロビンソンも在籍していた。1967年のモントリオール万国博覧会を成功させたジェリー・スナイダーが中心となってMLB球団の誘致に動き、初のアメリカ国外のチームが誕生した。エクスパンションの検討委員会のトップがドジャースオーナーのウォルター・オマリーだったことが決定に有利に働いたとみられている。チーム名は一般からの公募により万博（エクスポ）に因んで付けられた。前述のロイヤルズにも人気が集まったが、カンザスシティが既に使用していたため、エクスポズに決定した。初代オーナーはフランス系の富裕な起業家チャールズ・ブロンフマンで、球団社長に元ブレーブスGMのジョン・マクヘイル、その同僚だったジム・ファニングがGMに、初代監督には前年までフィラデルフィア・フィリーズで監督を務め、1964年の歴史的大失速の当事者であったジーン・モークが就任。収容人数3,000人程の小さな野球場だったジャリー・パーク（Le Parc Jarry）の拡張工事を行って本拠地とした。その後新球場への移転を計画していたが頓挫し、1977年にモントリオールオリンピックのメインスタジアムを改装したオリンピック・スタジアムに移転した。初年度はパドレスと同じく52勝110敗に終わりその後も暫く低迷したが、70年代後半から80年代初頭にかけて円熟期を謳歌することになる。

#### カンザスシティ・ロイヤルズ
ミズーリ州カンザスシティには、1886年のみナショナルリーグに所属していたカンザスシティ・カウボーイズと、1888年から2年間アメリカン・アソシエーションに所属していた同名のチーム、その後1954年までマイナーリーグのアメリカン・アソシエーションに所属していたカンザスシティ・ブルース（ヤンキース傘下）が存在した。翌1955年にアスレチックスがペンシルベニア州フィラデルフィアから移転して来たが、1967年限りでカリフォルニア州オークランドに再移転。市民の失望と新球団への期待が大きかったため、アメリカンリーグはすぐに新球団の設立を承認した。当初は1971年に行われる予定だったが、急遽前倒しされた。これは2年前にブレーブスがウィスコンシン州ミルウォーキーからジョージア州アトランタへ移転する際に、ミルウォーキー市当局から訴訟を起こされるなどトラブルになり、その二の舞いを避けたかったことと、地元の有力な上院議員から3年間もチームが無い状態になるのは受け入れられない、と圧力があったことが理由と見られている。ロイヤルズの名称はカンザスシティで毎年開催される「アメリカン・ロイヤル・フェスティバル」から採用された。初代オーナーは地元財界の名士で製薬業で財を成したユーイング・コーフマン。GMにセドリック・タリス、ファーム担当部長にルー・ゴーマン、スカウト担当部長にチャーリー・メトロ、その他にジョン・シャーホルツ、シド・スリフトら後に名GMになった優秀な人材が揃った。初代監督にはアスレチックスでも采配を振るったジョー・ゴードンが就任し、本拠地はアスレチックスが使用していたミュニシパル・スタジアムをそのまま使用した。エクスパンションドラフトでは徹底して若手を指名し、30代の選手は3人だけであった。初年度は69勝93敗ながら地区4位と、他のエクスパンションチームが軒並み地区最下位に沈む中健闘を見せる。エクスパンションドラフトでパイロッツが指名し、その後トレードで獲得したルー・ピネラが打率.282・11本塁打の成績でルーキー・オブ・ザ・イヤーに選出された。70年代中盤から強豪チームにのし上がり、1985年までに地区優勝6度、リーグ優勝2度、ワールドシリーズ優勝も達成。エクスパンションチームの中で最も模範とされる球団となった。

#### シアトル・パイロッツ
ワシントン州シアトルには20世紀初頭から、パシフィックコーストリーグ所属のマイナーリーグ球団（現在のフレズノ・グリズリーズ）が、幾度か名称を変更しながら存在していた。インディアンスの元オーナーだったウィリアム・デイリーとパシフィックコーストリーグ元会長のデューイ・ソリアーノが中心となって設立されたが、当初は1971年の予定で準備していたのが急遽前倒しとなった。これはカンザスシティだけが先に参入するとチーム数が奇数になって日程を組むのが困難になるというのが理由であり、準備不足のため様々な問題が露呈した。本拠地球場は新球場が完成するまでの一時的な措置として、マイナーチームが使用していた設備が脆弱なシックズ・スタジアムに決定したが、シーズン開幕までにキャパシティを30,000人以上に拡張する必要があったものの、悪天候やコスト増大、その他の遅延により実現しなかった。その他にも水圧が低くシャワーが使用できない、実況席からグラウンドが見渡せない等、一時的な使用でさえ不十分であることは明らかだった。地元局と放送契約を締結できなかったためTV中継も無く、エクスパンションドラフトで獲得しながらトレードで放出したピネラがルーキー・オブ・ザ・イヤーに選出される活躍を見せるなど失態が続いた。結果は64勝98敗で地区最下位に終わり、観客動員数も677,944人にとどまった。シーズン途中まで在籍した元ヤンキースのジム・バウトンが執筆し、翌年出版した「ボール・フォア」はこの年のパイロッツが舞台になっている。
後のMLBコミッショナーで、ミルウォーキーの自動車販売会社社長バド・セリグは、ブレーブスのアトランタ移転後、再び球団を呼び戻す活動の中心メンバーであった。裁判沙汰になったことでアメリカンリーグに忌避されてこの年の新規加盟は成らなかったが、セリグが目を付けたのがパイロッツであった。やがて水面下でパイロッツとの交渉が始まり、シーズンが終了した頃には合意していた。しかしアメリカンリーグが反対し、そしてシアトルの政財界も動き、ミルウォーキーへの移転は翌年の開幕直前の1970年3月まで決まらなかった。

### 選手とオーナーの対決
前年に選手の年金問題からこじれた選手会とオーナー側の交渉は、前年12月にコミッショナーを解任させた後にオーナー側は年金基金に繰り込む金額を410万ドルから510万ドルに引き上げる提案を示したが、選手会事務局長のマービン・ミラーはそれに対する賛否を選手全員の投票に委ねたが、その結果賛成7票・反対491票の大差で否決された。オーナーにとっては否決ということよりも満票に近い形で選手たちがミラーを支持したことが衝撃であった。年明けの1969年2月3日、ニューヨークで選手総会が開かれて、選手会として年金問題が解決するまで69年度の契約を拒否して春季キャンプに参加しないことを申し合わせた。その後、2月17日にオーナー側から年金基金に530万ドルにする提案があったが、24球団の選手代表は満場一致でこれを否決した。そして1週間後の2月24日に再びニューヨークに集まり深夜まで協議して翌2月25日に選手側の実行委員会とオーナー側の委員会との間でようやく合意が成立した。その内容は①年金基金には年間545万ドル繰り入れる、②年金の獲得資格は1959年まで遡って5年から4年に短縮する、③年金の受給額は月額で50ドル×実働年数(10年まで)＋20ドル×11年目からの実働年数とすること、④他に医療費・保険料・寡婦扶助・出産費・健康保険料などの負担は全て年金基金から賄うこと、を規定した。この年金の受給開始年齢は50歳からで金額調整して45歳からも受け取ることが可能となった。
この合意に至った1969年2月4日にコミッショナーの後任に弁護士のボウイ・キューンが第5代目として就任した。波乱の幕開けは翌1970年に起こった。
この年のシーズン終了後の10月6日にカージナルスのカート・フラッド中堅手は球団事務局からフィリーズへの移籍を通告された。1958年にレッズから移籍してから3割を7回記録し首位打者にはなれなかったが1964年には最多安打211本を打ち、ピッチャーの年だった前年1968年は打率.301でメジャーリーグ全体で6人しかいなかった3割打者であった。守ってはゴールドグラブ賞を1963年から7年連続受賞し、かつチームの主将で攻守の要であった。しかしフラッドはこの前年にオーナーのガッシー・ブッシュ(オーガスト・ブッシュ)を怒らせていた。年俸を7万2,500ドルから7万7,500ドルへのアップを球団が提示したところ9万ドルを要求してきた(3万ドルアップを要求したという説もある)。リーグ優勝した前年秋に「スポーツイラストレイテッド」誌にカージナルスの有力選手の年俸額がスッパ抜かれて、カージナルスは球界で最も高価なチームと見られていた。結局フラッドは年俸9万ドルを満額回答で得たが、オーナーは選手に高い給料を払っているのに感謝の気持ちが無く、ファンはかつてほどには選手に敬愛の念を持っておらず、金儲けに走っていると見られていると感じていた。1969年のシーズン前に2年前リーグMVPに選ばれたオーランド・セペダをブレーブスに放出し、それでもこの年のカージナルスは地区優勝出来る戦力のはずだったが、東地区4位に終わった。そしてシーズン終了後に守備の要だったティム・マッカーバー捕手とカート・フラッド、ジョー・ホーナー、バイロン・ブラウンの4選手をまとめて、ディック・アレン、オクタビオ・ローハース、ジェリー・ジョンソンのフィリーズの3選手と交換でフィリーズに放出を決めた。フラッドはこのトレードを拒否し、そして年末にコミッショナーにトレードの不当性を訴えたが、ボウイ・キューンはこれを却下した。
翌1970年1月16日にフラッドは裁判に訴えた。このフラッド訴訟は連邦最高裁判所までいった。カート・フラッド事件の始まりであった。

### ミッキー・マントルの引退
シーズン前の春のキャンプ地フォート・ローダーデールでヤンキースのミッキー・マントルは「もう野球ができない体になった」として引退を表明した。1964年にリーグ優勝して翌年から打率が.255 ー.288 ー.245ー.237と落ちていき、通算打率は.298で3割を割り、本塁打はこの4年間で82本で通算536本となった。デビューした時あれほど輝いていた彼の肉体は両足の故障に肩の痛みでボロボロであった。ウィリー・メイズはこの年に通算600本の大台にのせ、ハンク・アーロンは前年までに510本を打った。そして6月8日にヤンキースタジアムで「ミッキー・マントル・デー」として引退式が行われ、約6万1,000人の観客を前に「私はこれまで、まさに死のうとする人間がここに立って世界で一番幸せな人間だと言えるか、疑ってきました。今、私はルー・ゲーリックがどう感じたかが分かりました」と述べた。ワールドシリーズに12回出場して本塁打18本を打ったこと、今も最長記録の565フィート(172メートル)の特大本塁打を打ったこと、本塁打52本を打って三冠王を取ったことが彼の数少ない輝かしい記録である。1974年に親友のホワイティ・フォードとともに殿堂入りした。

### 投高打低の打開
前年、歴史的なピッチャーの年として記憶されるほどだった極端な投高打低現象について、大リーグ側の反応は早かった。すぐに打撃の不振についてその打開策の検討に入った。原因について、①投手のリリーフ陣が専門化し分業化と余裕を持ったローテーションで投手力総体が向上した、②球場が広くなり左右対称型が増えて守備力の向上と打者が本塁打を打とうとする傾向がある、などの他にナイターが増えた、試合数の増加と飛行機の移動が全米規模になったことなどを挙げる専門家もいたが、連盟がその最大の原因としたのは1963年に行ったストライクゾーンの拡大であった。これは、その時に野球はスローペースで展開が遅く、スピードのあるフットボールに客を取られているとの指摘に敏感に反応して試合の展開を早くするために拡大したものだった。そこでこの年に早速ストライクゾーンの範囲を狭め、あわせてピッチャーズマウンドの高さをそれまでの15インチから10インチに下げる処置を講じた。これ以降、打撃面での成績は改善したが、一方で人工芝を採用する球場が増えてきたことも改善に貢献したという見方もある。

## その他
- 両リーグ12球団制となり、合計24球団になったこの年の観客動員総数は、両リーグ合わせて2,722万5,765人であった。半分の12球団がそれぞれ100万人の大台を超え、優勝したニューヨーク・メッツの観客動員数は217万5,373人であった。

## 最終成績

### レギュラーシーズン
| 順     | チーム                         | 勝利   | 敗戦   | 勝率   | G差    |
| 東地区 | 東地区                         | 東地区 | 東地区 | 東地区 | 東地区 |
| ------ | ------------------------------ | ------ | ------ | ------ | ------ |
| 1      | ボルチモア・オリオールズ       | 109    | 53     | .673   | –      |
| 2      | デトロイト・タイガース         | 90     | 72     | .566   | 19.0   |
| 3      | ボストン・レッドソックス       | 87     | 75     | .537   | 22.0   |
| 4      | ワシントン・セネタース         | 86     | 76     | .531   | 23.0   |
| 5      | ニューヨーク・ヤンキース       | 80     | 81     | .497   | 28.5   |
| 6      | クリーブランド・インディアンス | 62     | 99     | .358   | 46.5   |
| 西地区 |                                |        |        |        |        |
| 1      | ミネソタ・ツインズ             | 97     | 65     | .599   | –      |
| 2      | オークランド・アスレチックス   | 88     | 74     | .543   | 9.0    |
| 3      | カリフォルニア・エンゼルス     | 71     | 91     | .438   | 26.0   |
| 4      | カンザスシティ・ロイヤルズ     | 69     | 93     | .426   | 28.0   |
| 5      | シカゴ・ホワイトソックス       | 68     | 94     | .420   | 29.0   |
| 6      | シアトル・パイロッツ           | 64     | 98     | .395   | 33.0   |

| 順     | チーム                         | 勝利   | 敗戦   | 勝率   | G差    |
| 東地区 | 東地区                         | 東地区 | 東地区 | 東地区 | 東地区 |
| ------ | ------------------------------ | ------ | ------ | ------ | ------ |
| 1      | ニューヨーク・メッツ           | 100    | 62     | .617   | –      |
| 2      | シカゴ・カブス                 | 92     | 70     | .568   | 8.0    |
| 3      | ピッツバーグ・パイレーツ       | 88     | 74     | .543   | 12.0   |
| 4      | セントルイス・カージナルス     | 87     | 75     | .537   | 13.0   |
| 5      | フィラデルフィア・フィリーズ   | 63     | 99     | .389   | 37.0   |
| 6      | モントリオール・エクスポズ     | 52     | 110    | .321   | 48.0   |
| 西地区 |                                |        |        |        |        |
| 1      | アトランタ・ブレーブス         | 93     | 69     | .574   | –      |
| 2      | サンフランシスコ・ジャイアンツ | 90     | 72     | .556   | 3.0    |
| 3      | シンシナティ・レッズ           | 89     | 73     | .549   | 4.0    |
| 4      | ロサンゼルス・ドジャース       | 85     | 77     | .525   | 8.0    |
| 5      | ヒューストン・アストロズ       | 81     | 81     | .500   | 12.0   |
| 6      | サンディエゴ・パドレス         | 52     | 110    | .321   | 41.0   |

### オールスターゲーム
- ナショナルリーグ 9 - 3 アメリカンリーグ

### ポストシーズン
|  | リーグチャンピオンシップシリーズ | リーグチャンピオンシップシリーズ |   |  | ワールドシリーズ | ワールドシリーズ |
|  |                                  |                                  |   |  |                  |                  |
|  | アメリカンリーグ                 |                                  |   |  |                  |                  |
|  | ボルチモア・オリオールズ         | 3                                |   |  |                  |                  |
|  | ミネソタ・ツインズ               | 0                                |   |  |                  |                  |
|  |                                  |                                  |   |  |                  |                  |
|  | ボルチモア・オリオールズ         | 1                                |   |  |                  |                  |
|  |                                  | ニューヨーク・メッツ             | 4 |  |                  |                  |
|  | ナショナルリーグ                 |                                  |   |  |                  |                  |
|  | ニューヨーク・メッツ             | 3                                |   |  |                  |                  |
|  | アトランタ・ブレーブス           | 0                                |   |  |                  |                  |

#### リーグチャンピオンシップシリーズ
| 10/4 – | ツインズ     | 3  | - | 4 |  | オリオールズ |
| 10/5 – | ツインズ     | 0  | - | 1 |  | オリオールズ |
| 10/6 – | オリオールズ | 11 | - | 2 |  | ツインズ     |

| 10/4 – | メッツ     | 9  | - | 5 |  | ブレーブス |
| 10/5 – | メッツ     | 11 | - | 6 |  | ブレーブス |
| 10/6 – | ブレーブス | 4  | - | 7 |  | メッツ     |

#### ワールドシリーズ
- オリオールズ 1 - 4 メッツ

| 10/11 – | メッツ       | 1 | - | 4 |  | オリオールズ |
| 10/12 – | メッツ       | 2 | - | 1 |  | オリオールズ |
| 10/14 – | オリオールズ | 0 | - | 5 |  | メッツ       |
| 10/15 – | オリオールズ | 1 | - | 2 |  | メッツ       |
| 10/16 – | オリオールズ | 3 | - | 5 |  | メッツ       |

MVP：ドン・クレンデノン (NYM)

## 個人タイトル

### アメリカンリーグ
| 項目   | 選手                       | 記録 |
| ------ | -------------------------- | ---- |
| 打率   | ロッド・カルー (MIN)       | .332 |
| 本塁打 | ハーモン・キルブルー (MIN) | 49   |
| 打点   | ハーモン・キルブルー (MIN) | 140  |
| 得点   | レジー・ジャクソン (OAK)   | 123  |
| 安打   | トニー・オリバ (MIN)       | 197  |
| 盗塁   | トミー・ハーパー (SE1)     | 73   |

| 項目   | 選手                     | 記録 |
| ------ | ------------------------ | ---- |
| 勝利   | デニー・マクレイン (DET) | 24   |
| 敗戦   | ルイス・ティアント (CLE) | 20   |
| 防御率 | ディック・ボスマン (WS2) | 2.19 |
| 奪三振 | サム・マクダウェル (CLE) | 279  |
| 投球回 | デニー・マクレイン (DET) | 325  |
| セーブ | ロン・ペラノスキー (MIN) | 31   |

### ナショナルリーグ
| 項目   | 選手                      | 記録 |
| ------ | ------------------------- | ---- |
| 打率   | ピート・ローズ (CIN)      | .348 |
| 本塁打 | ウィリー・マッコビー (SF) | 45   |
| 打点   | ウィリー・マッコビー (SF) | 126  |
| 得点   | ボビー・ボンズ (SF)       | 120  |
| 得点   | ピート・ローズ (CIN)      | 120  |
| 安打   | マティ・アルー (PIT)      | 231  |
| 盗塁   | ルー・ブロック (STL)      | 53   |

| 項目   | 選手                             | 記録 |
| ------ | -------------------------------- | ---- |
| 勝利   | トム・シーバー (NYM)             | 25   |
| 敗戦   | クレイ・カービー (SD)            | 20   |
| 防御率 | フアン・マリシャル (SF)          | 2.10 |
| 奪三振 | ファーガソン・ジェンキンス (CHC) | 273  |
| 投球回 | ゲイロード・ペリー (SF)          | 325⅓ |
| セーブ | フレッド・グラディング (HOU)     | 29   |

## 表彰

### 全米野球記者協会（BBWAA）表彰
| 表彰         | アメリカンリーグ           | ナショナルリーグ          |
| ------------ | -------------------------- | ------------------------- |
| MVP          | ハーモン・キルブルー (MIN) | ウィリー・マッコビー (SF) |
| サイヤング賞 | マイク・クェイヤー (BAL)   | トム・シーバー (NYM)      |
| サイヤング賞 | デニー・マクレイン (DET)   | トム・シーバー (NYM)      |
| 最優秀新人賞 | ルー・ピネラ (KC)          | テッド・サイズモア (LAD)  |

### ゴールドグラブ賞
| 表彰   | アメリカンリーグ               | ナショナルリーグ             |
| ------ | ------------------------------ | ---------------------------- |
| 投手   | ジム・カート (MIN)             | ボブ・ギブソン (STL)         |
| 捕手   | ビル・フリーハン (DET)         | ジョニー・ベンチ (CIN)       |
| 一塁手 | ジョー・ペピトーン (NYY)       | ウェス・パーカー (LAD)       |
| 二塁手 | デーブ・ジョンソン (BAL)       | フェリックス・ミヤーン (ATL) |
| 三塁手 | ブルックス・ロビンソン (BAL)   | クリート・ボイヤー (ATL)     |
| 遊撃手 | マーク・ベランジャー (BAL)     | ドン・ケッシンジャー (CHC)   |
| 外野手 | カール・ヤストレムスキー (BOS) | カート・フラッド (STL)       |
| 外野手 | ポール・ブレアー (BAL)         | ロベルト・クレメンテ (PIT)   |
| 外野手 | ミッキー・スタンリー (DET)     | ピート・ローズ (CIN)         |

### その他表彰
| 表彰               | アメリカンリーグ           | ナショナルリーグ             |
| ------------------ | -------------------------- | ---------------------------- |
| カムバック賞       | トニー・コニグリアロ (BOS) | トミー・エイジー (NYM)       |
| 最優秀救援投手賞   | ロン・ペラノスキー (MIN)   | ウェイン・グレンジャー (CIN) |
| ハッチ賞           | アル・ケーライン (DET)     | -                            |
| ルー・ゲーリッグ賞 | -                          | ピート・ローズ (CIN)         |
| ベーブ・ルース賞   | -                          | アル・ワイス (NYM)           |

### アメリカ野球殿堂入り表彰者
BBWAA投票
- ロイ・キャンパネラ
- スタン・ミュージアル (有資格初年度)

ベテランズ委員会選出
- スタン・コベレスキ
- ウェイト・ホイト